# 4156 Okadanoboru
A 4156 Okadanoboru (ideiglenes jelöléssel 1988 BE) a Naprendszer kisbolygóövében található aszteroida. Takuo Kojima fedezte fel 1988. január 16-án.